# ISO 3166-2:GM
ISO 3166-2:GM 是由国际标准组织为冈比亚制定的 ISO 3166-2 分区代码表，包括六个主要分区。代码被分配给一个城市和五个区。代码由用连字号连接的两部分组成，第一部分是 GM，第二部分是一个字母。

## 内容
| 代码 | 区域     |
| ---- | -------- |
| GM-L | 下河区   |
| GM-M | 中河区   |
| GM-N | 北岸区   |
| GM-U | 上河区   |
| GM-W | 西部区   |
| GM-B | 班珠尔市 |